# Martin Ludwig Heydert
Martin Ludwig Heydert (* 1656 in Rahten (Ratyń) im Herzogtum Oels, Schlesien; † August 1728 in Potsdam) war ein Kurfürstlicher Gärtner und Planteur.

## Leben und Wirken

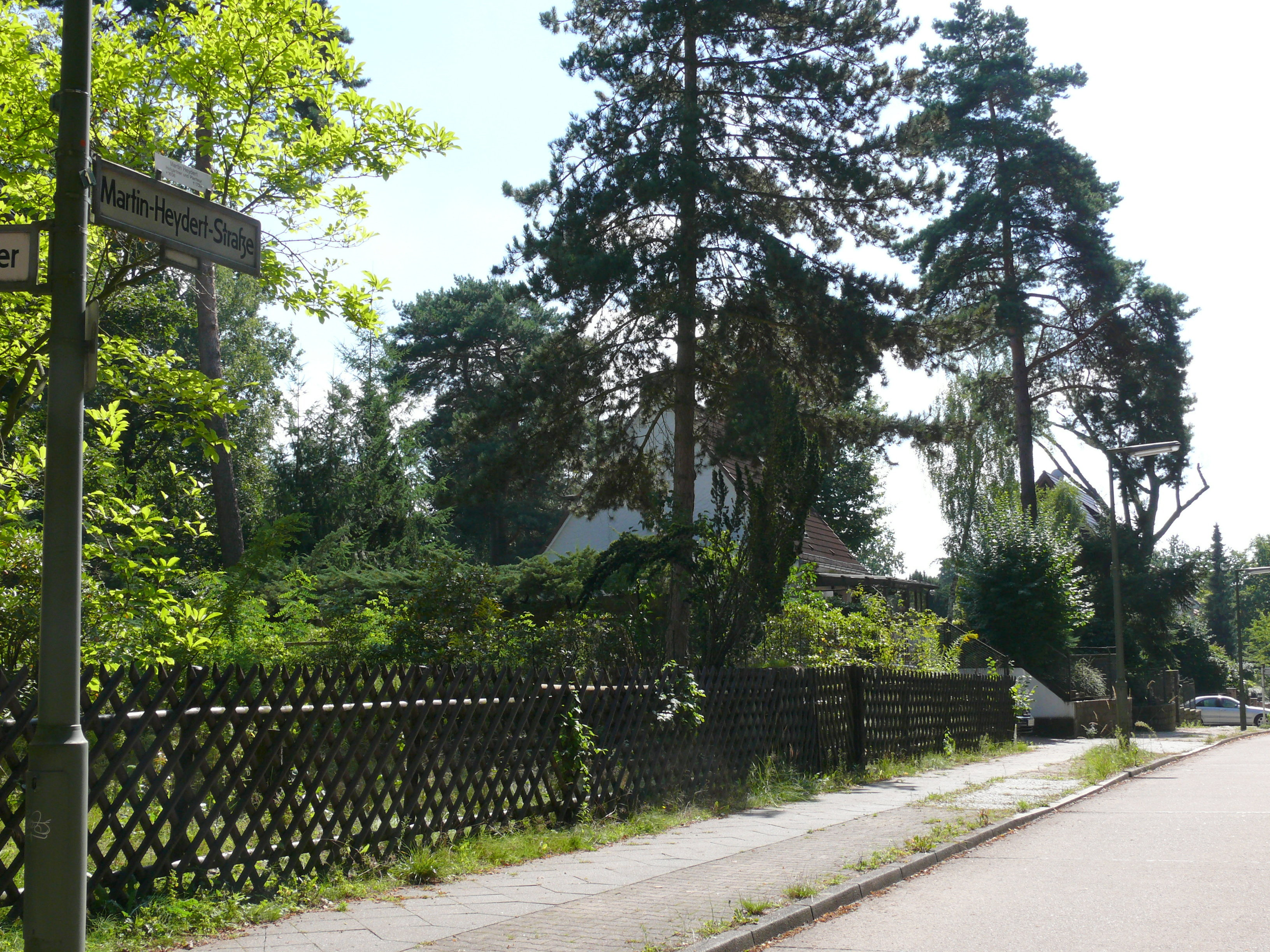
Wannsee Martin-Heydert-Straße

Martin Ludwig Heydert bekam seine Ausbildung zum Gärtner im Schlossgarten zu Oels. Nach der Lehre trat er die Gesellenwanderung an, die ihn nach Sachsen, Hessen, Frankreich und Holland führten. 1686 folgte er dem Ruf des Großen Kurfürsten Friedrich Wilhelm nach Brandenburg, um die gärtnerischen Arbeiten des ab 1680 angelegten Lustgartens am Jagdschloss Glienicke zu leiten. Dazu gehörten noch ein Pomeranzenhaus, zwei Weinberge, ein Baumgarten mit 5000 Bäumen und vier Fischteiche. Mit dem Regierungsantritt des Soldatenkönigs Friedrich Wilhelm I. endete das Dienstverhältnis 1713, da Schloss und Garten verpachtet werden sollten. Heydert konnte die Gartenanlage nun gegen Pacht als Nutzgarten bewirtschaften. Im Jagdschloss wurde Ende 1715 ein Lazarett eingerichtet.

Im Berliner Stadtteil Wannsee wurde 1976 eine Straße nach ihm benannt.

## Familie
Martin Ludwig Heydert heiratete zwei Jahre nach der Ankunft in Brandenburg 1688 die aus Cleve stammende Aletta Silberling, mit der er sieben Kinder hatte. Aus der zweiten, 1714 geschlossenen Ehe mit Maria Magdalena Hasse, der Tochter des kurfürstlichen Leibkutschers, gingen drei Kinder hervor, zu denen der spätere Hofgärtner Joachim Ludwig gehörte. Heydert starb 1728 in Potsdam und fand in der Dorfkirche zu Stolpe seine letzte Ruhe. Die Familie stiftete 800 Taler und ließ sich in der Stolper Kirche eine Familiengruft anlegen. Ein Epitaph gibt über ihn, seinen 1794 verstorbenen Sohn Joachim Ludwig und dessen erste Ehefrau Maria Margarete Auskunft, deren Grabinschrift Theodor Fontane in den Reisebeschreibungen „Fünf Schlösser“ im Abschnitt Die Kirche zu Stolpe aufnahm.